# Bison antiquus
Древний бизон (лат. - Bison antiquus) — вымерший вид бизонов, который обитал в Северной Америке и в Сибири в позднем плейстоцене (более 60 000 лет назад — примерно до 10 000 лет назад). Это прямой предок ныне живущих американских бизонов. 

## История открытия
Первые описанные останки Bison antiquus нашли в 1850-х годах в Биг-Боун-Лике (штат Кентукки). Они состояли из фрагмента задней части черепа и почти полной сердцевины рога. В 1897 году в южной Калифорнии обнаружили полный череп животного, который описали как новый вид Bison californicus, но сейчас считают синонимом Bison antiquus. 
Окаменелости древнего бизона находили по всей Северной Америке: от южной Канады на севере до Южной Мексики на юге, и от Южной Каролины и Флориды на востоке. Также окаменелости древнего бизона были обнаружены в России группой уральских учёных при проведении исследований в пойме реки Тобол

## Описание вида
По сравнению с современным американским бизоном Bison antiquus был значительно крупнее: достигал 2,27 м в высоту, 4,6 м в длину, весил 1588 кг. Рога были больше, чем у современных бизонов. 

## Подвиды

### Бизон Х
Останки первобытного бизона были обнаружены уральскими дайверами на дне реки Тобол в посёлке Вороновка (Курганская область).
По мнению кандидата биологических наук Павла Косинцева, найденные кости принадлежат представителям рода Bison, которые обитали преимущественно на территории Западной Европы, Кавказа, Урала и Западной Сибири.
Результаты анализов ДНК останков показали, что в составе этого рода в позднем плейстоцене существовало два генетических вида — степной зубр (Bison priscus) и новый вид, который получил предварительное название Bison X. Это ранее неизвестный науке гибрид первобытного степного бизона и самки тура, который вымер в конце плейстоцена. 
Предположительно, Bison X появился около 120 тыс. лет назад.

## Ареал и образ жизни
Древний бизон был приспособлен к жизни в степях. Питался травой, побегами растений и листвой кустарников. Зимой главную пищу составляли травянистая ветошь, мох и лишайники. 
Продолжительность жизни степных бизонов составляла 20–25 лет. Естественных врагов у них было немного — нападали в основном пещерные львы и волки. В случае опасности бизоны могли пропороть хищника рогами, задавить массой и забить копытами или спастись от него бегством.

## Вымирание
Последние популяции Bison antiquus вымерли в раннем голоцене, около 10 000 лет назад. Причиной вымирания ранее считалось сокращение пастбищ из-за изменений климата. Но это мнение противоречит тому, что другой, более мелкий вид, американский бизон, процветал в прериях вплоть до появления европейских поселенцев с огнестрельным оружием. Учитывая избирательность вымирания крупных видов древних бизонов, включая Bison antiquus,  Bison priscus и Bison latifrons, предполагается, что наибольшую роль в их вымирании сыграла охота первобытных людей, заселивших Американский континент около 15 - 14 тыс. лет назад.